# Стрельна
Стре́льна — посёлок, внутригородское муниципальное образование в составе Петродворцового района города федерального значения Санкт-Петербурга России. Расположен на южном берегу Финского залива, на реках Стрелка и Кикенка.
Через Стрельну проходит Петергофская дорога, а заканчивающийся в ней маршрут трамвая № 36 — наследие уникальной транспортной линии ОРАНЭЛА — первый в Российской империи проект пригородных электропоездов, — которая должна была связать Стрельну с Нарвской заставой. Также по территории муниципального образования проходит участок Балтийской линии Октябрьской железной дороги, по которому следуют в том числе и пригородные электропоезда с остановкой на станции Стрельна.

## История
Впервые упоминается в Писцовой книге Водской пятины 1500 года как деревня Стрелна на реце на Стрелне у моря в Кипенском погосте Копорского уезда.
После Столбовского мира эти земли отошли Швеции, и в 1630-х в Стрельне появляется баронская усадьба шведского политика Иоганна Шютте Стралл на Хофф. В усадьбе присутствует пристань, водяная мельница, пруд, оранжерея и небольшая домовая церковь.
Поселение Strelna обозначено на карте Ингерманландии А. И. Бергенгейма, составленной по шведским материалам 1676 года.
В начале XVIII века Пётр I задумал создать здесь загородную резиденцию, «русскую Версалию». В петровские времена создан деревянный дворец Петра I (1711—1717), Большой (Константиновский) дворец (начало строительства — 1720), заложен Стрельнинский (Константиновский) парк (архитекторы Ж.-Б. Леблон и Н. Микетти, площадь свыше 140 га). В 1722 году Пётр I подарил дворец своей дочери Елизавете. Роль загородной резиденции переходит к Петергофу, а Стрельне отводится роль «путевой резиденции», однако до 1917 она принадлежала императорской семье.
В конце XVIII века Стрельна стала частным великокняжеским владением — в 1797 году Павел I подарил её своему второму сыну — великому князю Константину Павловичу, благодаря чему большой дворец и парк получили название, сохранившееся до сих пор.
Архитектурная доминанта комплекса — Константиновский дворец — начал строиться по проекту Н.Микетти в 1720 году. В 1750-х годах он был достроен архитектором Б. Растрелли, а после пожара 1803 года восстанавливался с изменениями, внесёнными А. Н. Воронихиным и Л. Руска, обновлялся в 1847—1851 годах Х. Ф. Мейером, А. И. Штакеншнейдером и А. Н. Брюлловым.
С начала XIX века в окрестностях Стрельны складывается дачная местность. В 1830—1840-е годы в Стрельне возникает Орловский парк (около 19 га) с дворцом и усадебными постройками.
В Стрельне дислоцировался, по адресу Санкт-Петербургское шоссе, дом № 82А, в казарме, Лейб-гвардии стрелковый артиллерийский дивизион.
В 1936 году население посёлка составляло 13 800 человек. В посёлке работал канифольно-скипидарный завод, Краснозорьский агропедтехникум и 3 школы.
В 1941—1944 во время войны посёлок был захвачен немецкими войсками, развернувшими здесь плацдарм для обстрела Ленинграда.
Орловский дворец был полностью разрушен, пострадали все постройки и парки ансамбля.
Стрельна и Петергоф были освобождены Красной армией в среду 19 января 1944 года.
В Константиновском дворце после революции размещалась детская школа-колония, санаторий, в восстановленном после войны здании до 1991 года находилось Арктическое училище, к 90-м годам он пришёл в запустение. К 2003 году был восстановлен как Государственный комплекс «Дворец конгрессов».

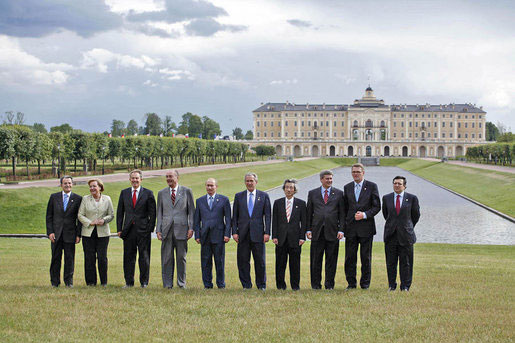
Участники саммита G8 на фоне Константиновского дворца

## Население
| 1862    | 1897    | 1936    | 2002    | 2010    | 2012    | 2013    |
| ------- | ------- | ------- | ------- | ------- | ------- | ------- |
| 1348    | ↗1428   | ↗13 800 | ↘12 751 | ↘12 452 | ↗12 636 | ↗13 066 |
| 2014    | 2015    | 2016    | 2017    | 2018    | 2019    | 2020    |
| ↗13 350 | ↗13 632 | ↗13 864 | ↗14 302 | ↗14 818 | ↗15 006 | ↘14 871 |
| 2021    | 2023    | 2025    |         |         |         |         |
| ↘14 057 | ↗14 359 | ↗14 651 |         |         |         |         |

## Экономика
В Стрельне с 2010 года расположен завод по производству холодильников и стиральных машин немецкой компании BSH Bosch und Siemens Hausgeräte GmbH, для ознакомления с ходом строительства которого в Стрельну приезжала губернатор Санкт-Петербурга В. И. Матвиенко. По сообщению пресс-службы, она «подчеркнула значимость предприятия для промышленной зоны „Нойдорф“ и для Петродворцового района», сказав, что:

У нас появилось новое высокотехнологичное производство. Строительство такого завода повлечёт за собой преобразование всей этой запущенной территории и даст толчок развитию новых производств в этом районе.

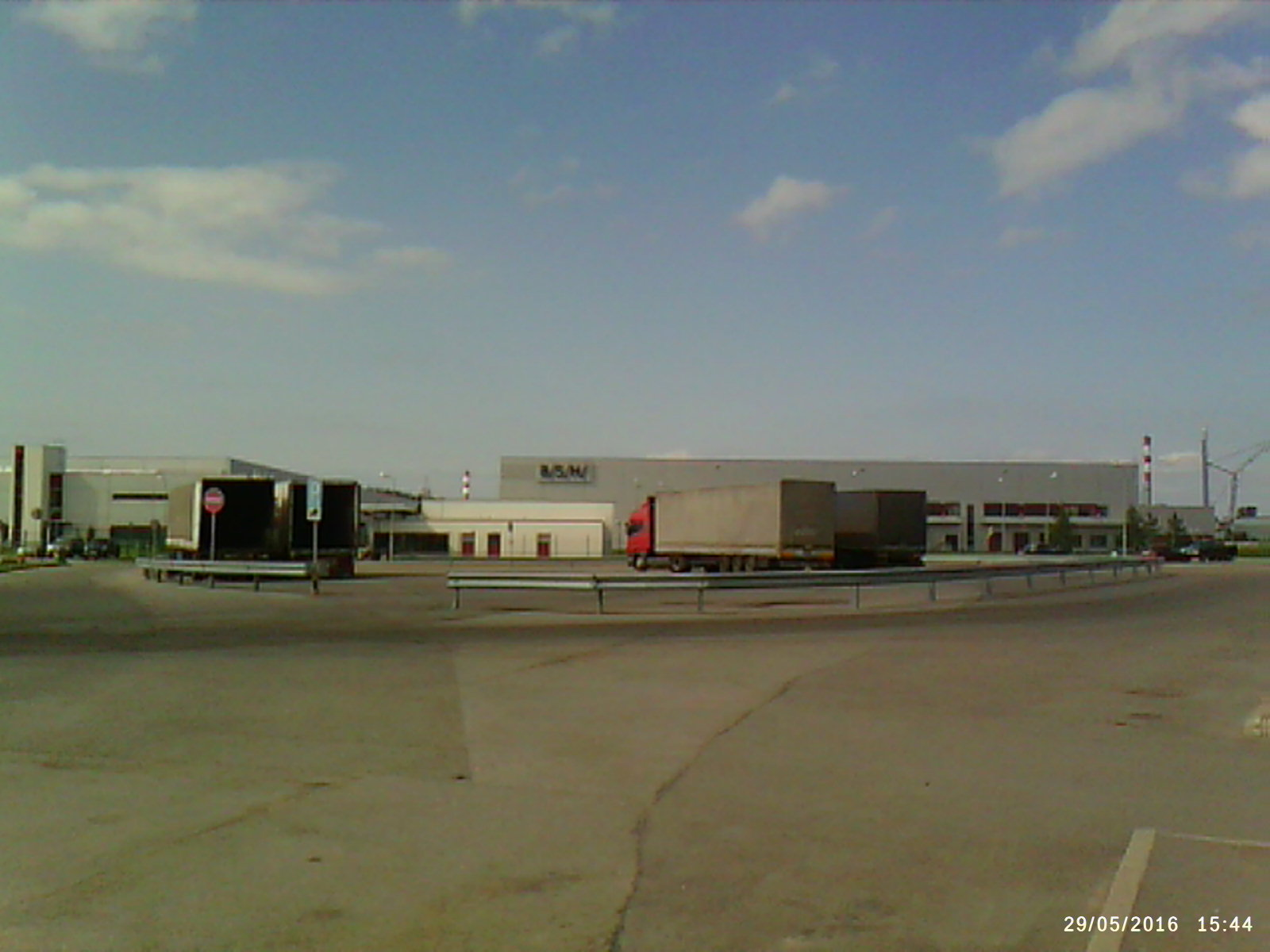
Завод Bosch und Siemens
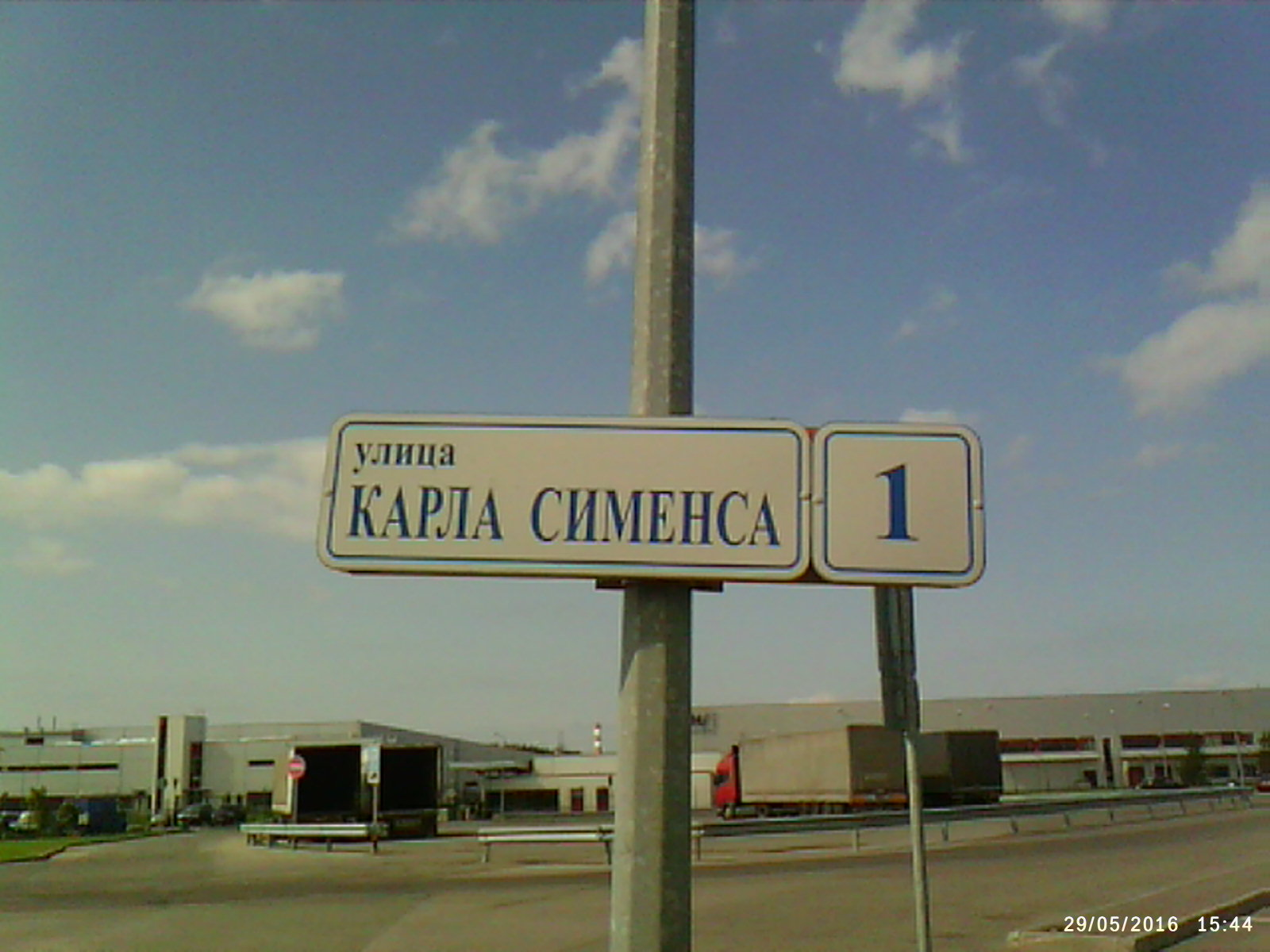
Указатель «Улица Карла Сименса»

Топонимическая комиссия Правительства Санкт-Петербурга также рассматривала предложение фирмы, представляющей интересы немецкой компании в России, «о присвоении проезду в пос. Стрельна названия „улица Бош-Сименс“». В итоге, «учитывая традиции петербургской топонимики и правила русского языка», Комиссия предложила коммерсантам в качестве альтернативы вариант названия «ул. Карла Сименса».
Также в посёлке построена особая технико-внедренческая экономическая зона «Нойдорф».
В августе 2022 года стало известно о массовом увольнении работников российских заводов Bosch в Стрельне. В декабре 2023 года объявлялось, что Bosch находится на финальной стадии продажи своих заводов в Стрельне. Российское подразделение Bosch вело переговоры о продаже бизнеса турецкому инвестфонду Can Holding, до этого основным претендентом на заводы был китайский Hisense. В мае 2024 года появилась информация, что управляющей организацией ООО «БСХ бытовые приборы» стал специализированный холдинг «Газпром бытовые системы», дочерняя компания «Газпрома».

## Дворцово-парковые ансамбли Стрельны

### Дворцы
- Константиновский дворец
- Львовский дворец
- Орловский дворец

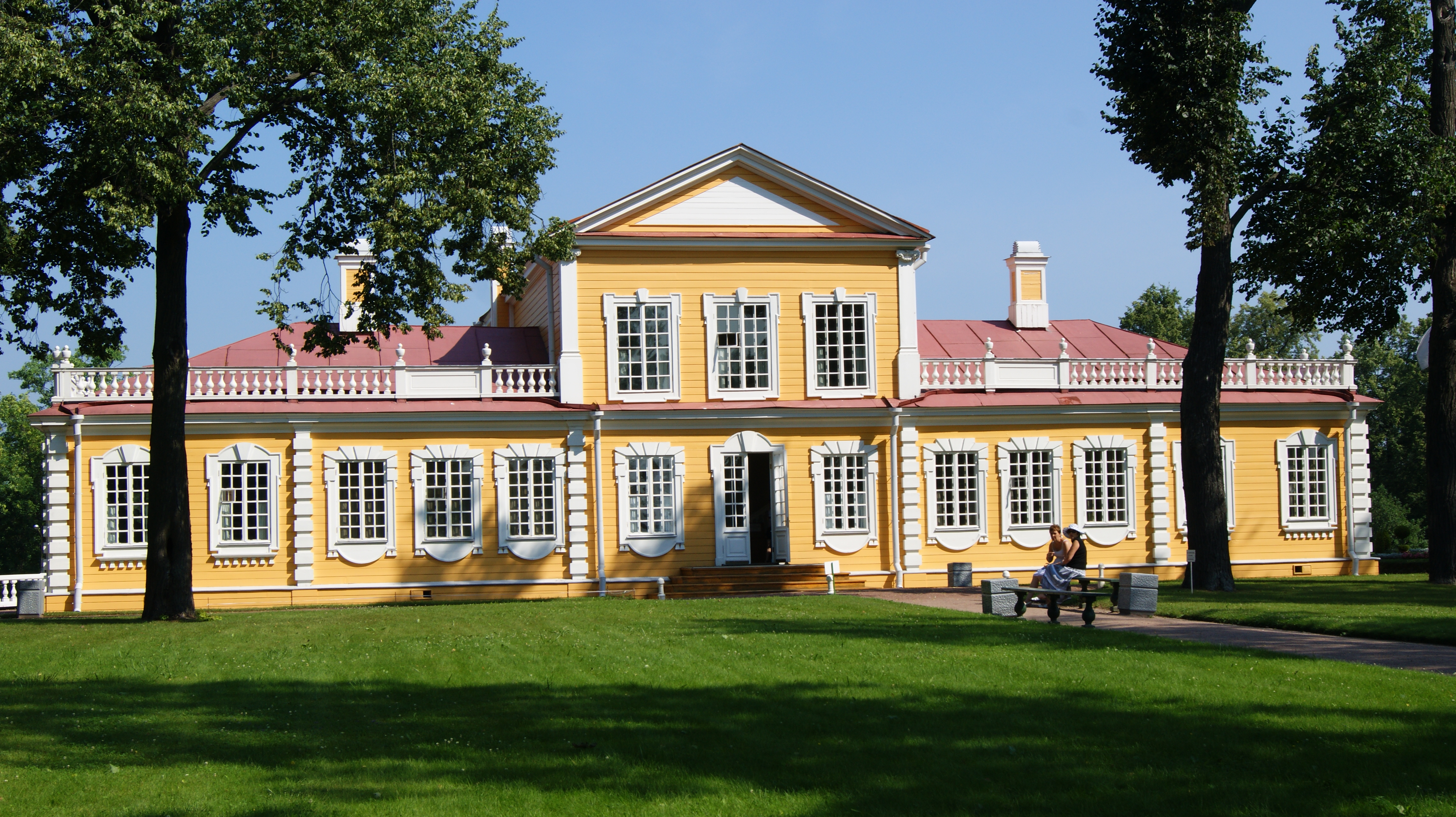
Путевой дворец Петра I
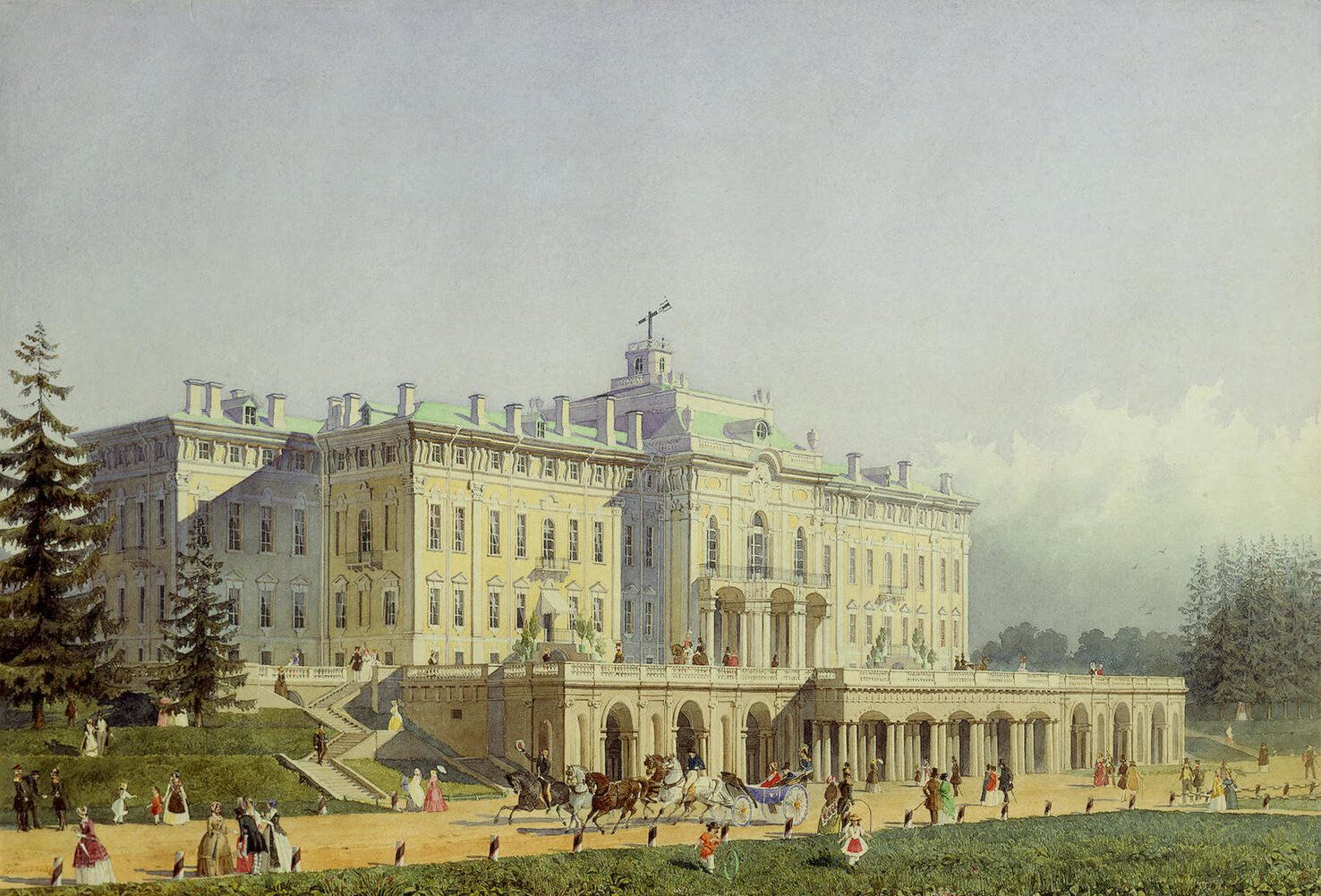
Константиновский дворец в 1847 году

- Путевой дворец Петра I
- Константиновский дворец в 1847 году

### Парки

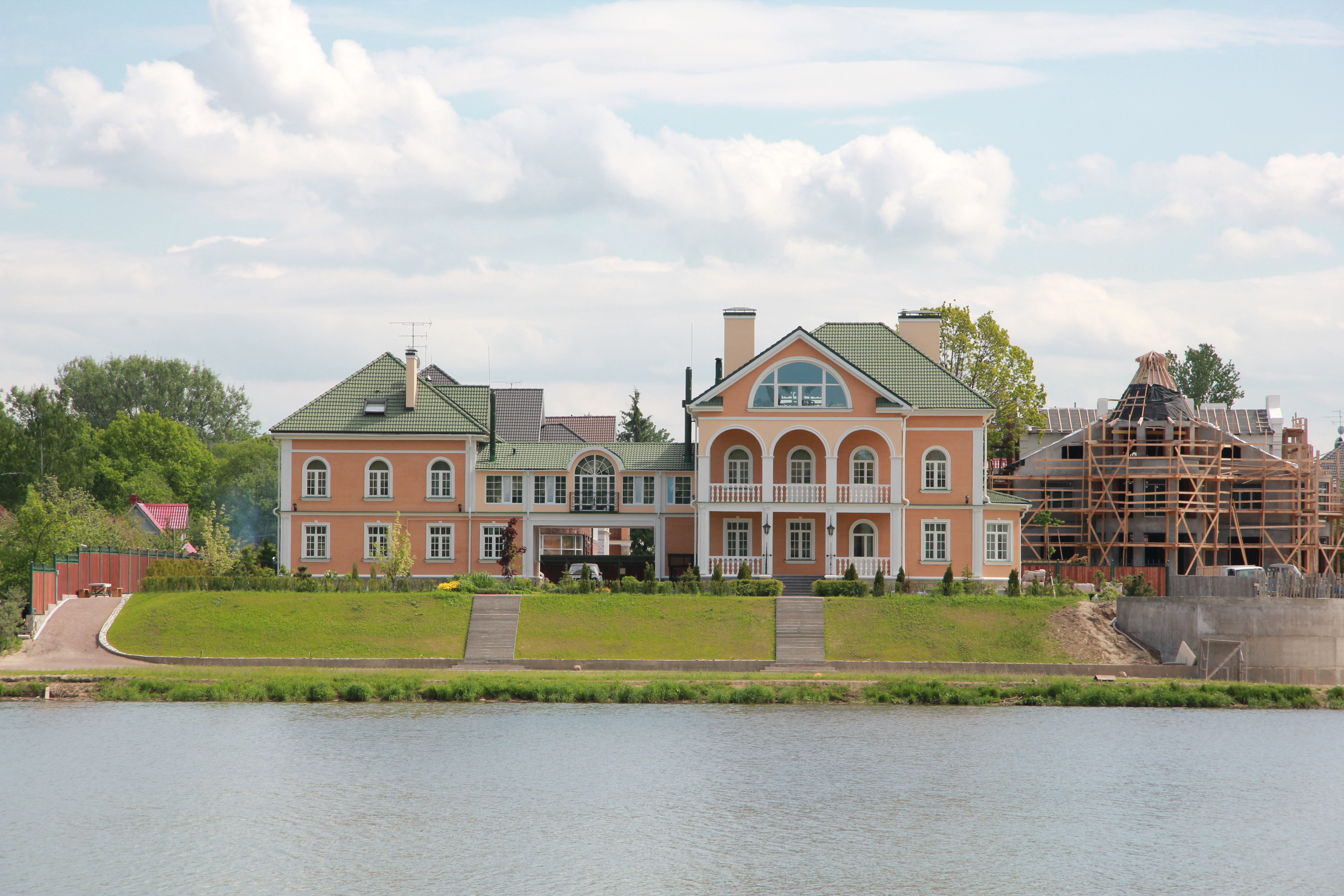
Константиновский парк
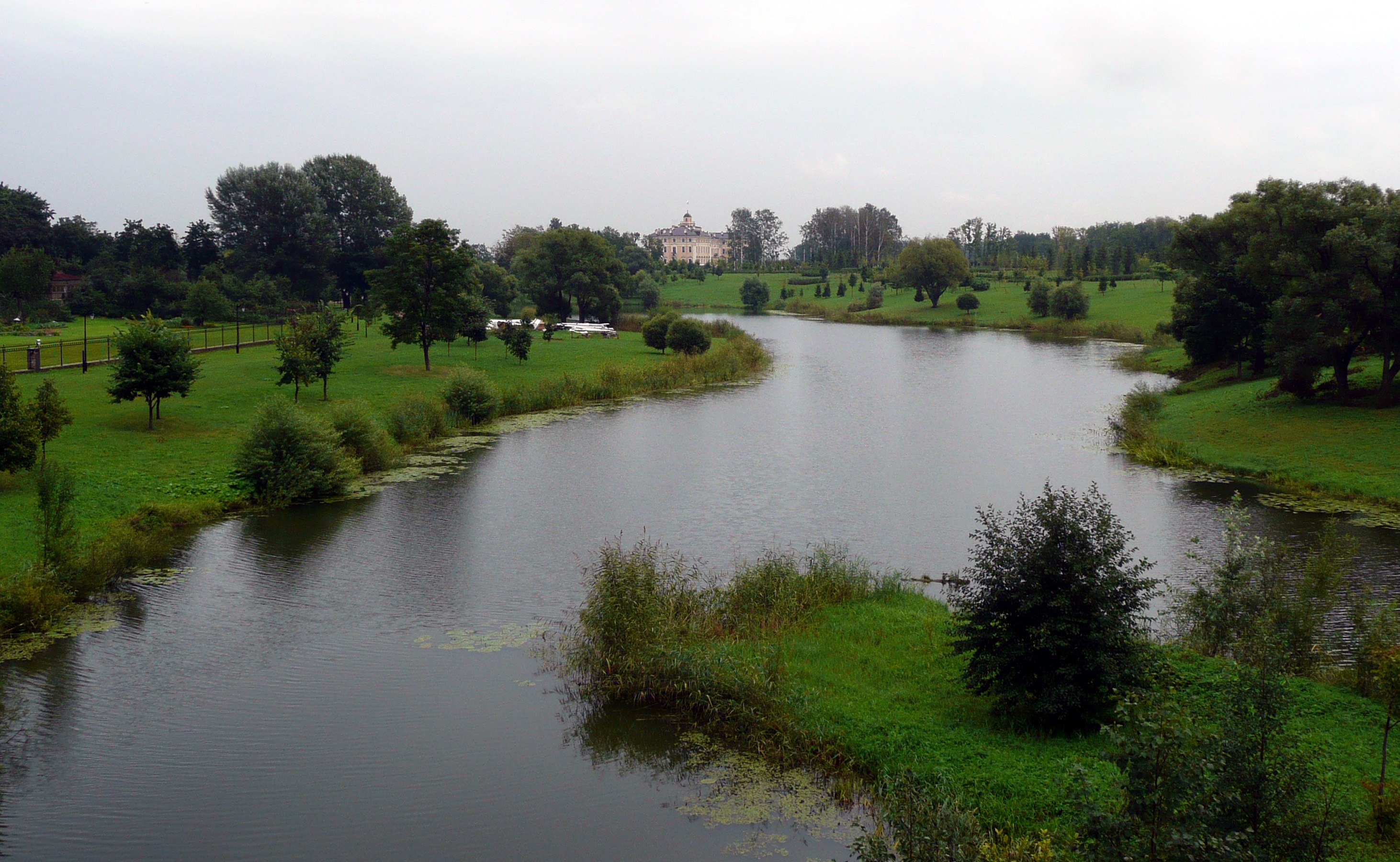
Орловский парк

- Орловский парк
- Парк Константиновского дворца

## Спорт
С 2014 года в посёлке располагается ледовый комплекс «АСК-С», который является базовой площадкой для детской хоккейной школы «СКА-Стрельна» (входит в академию ХК СКА).

## Иллюстрации

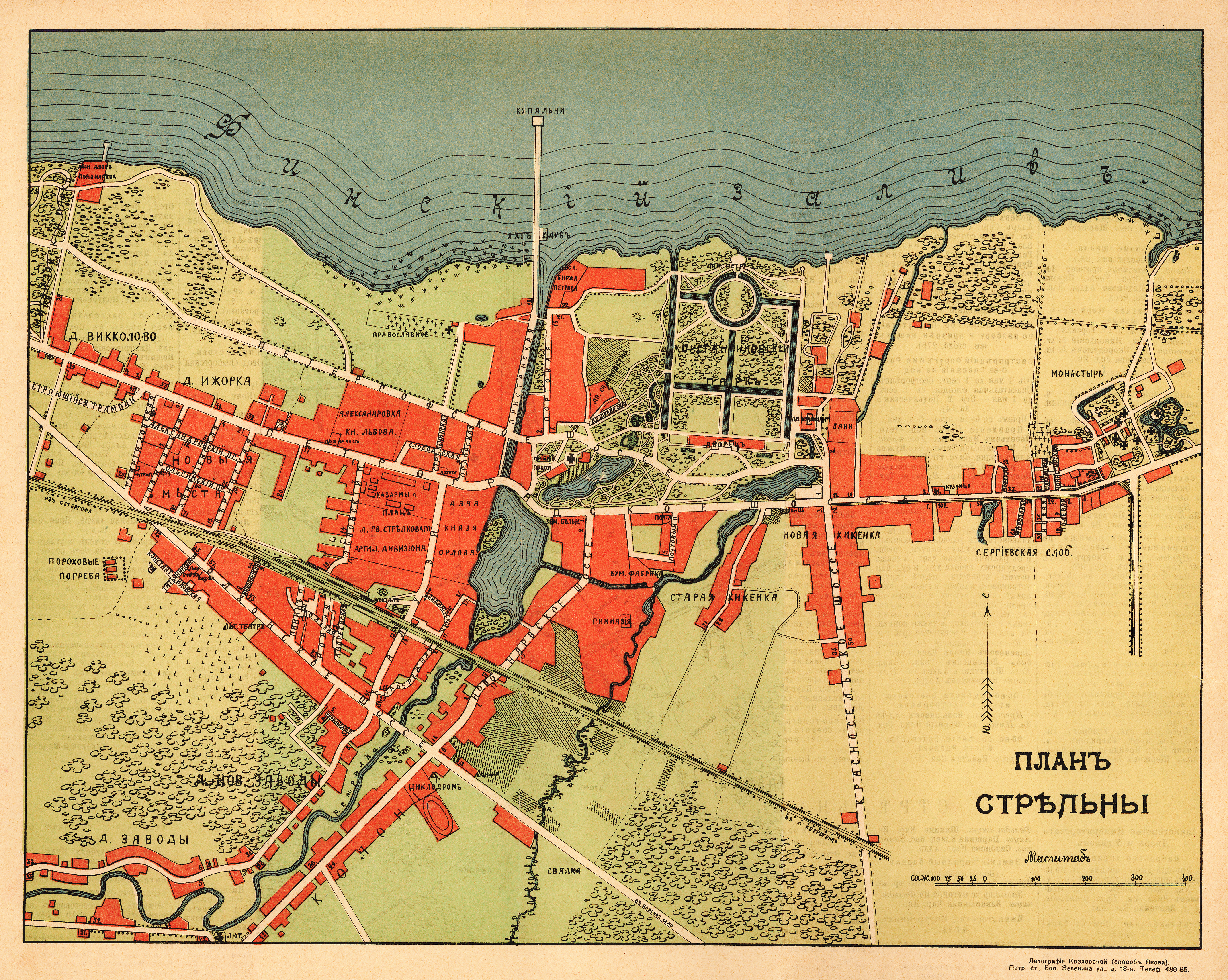
План Стрельны, литография М. В. Козловской, 1915 год
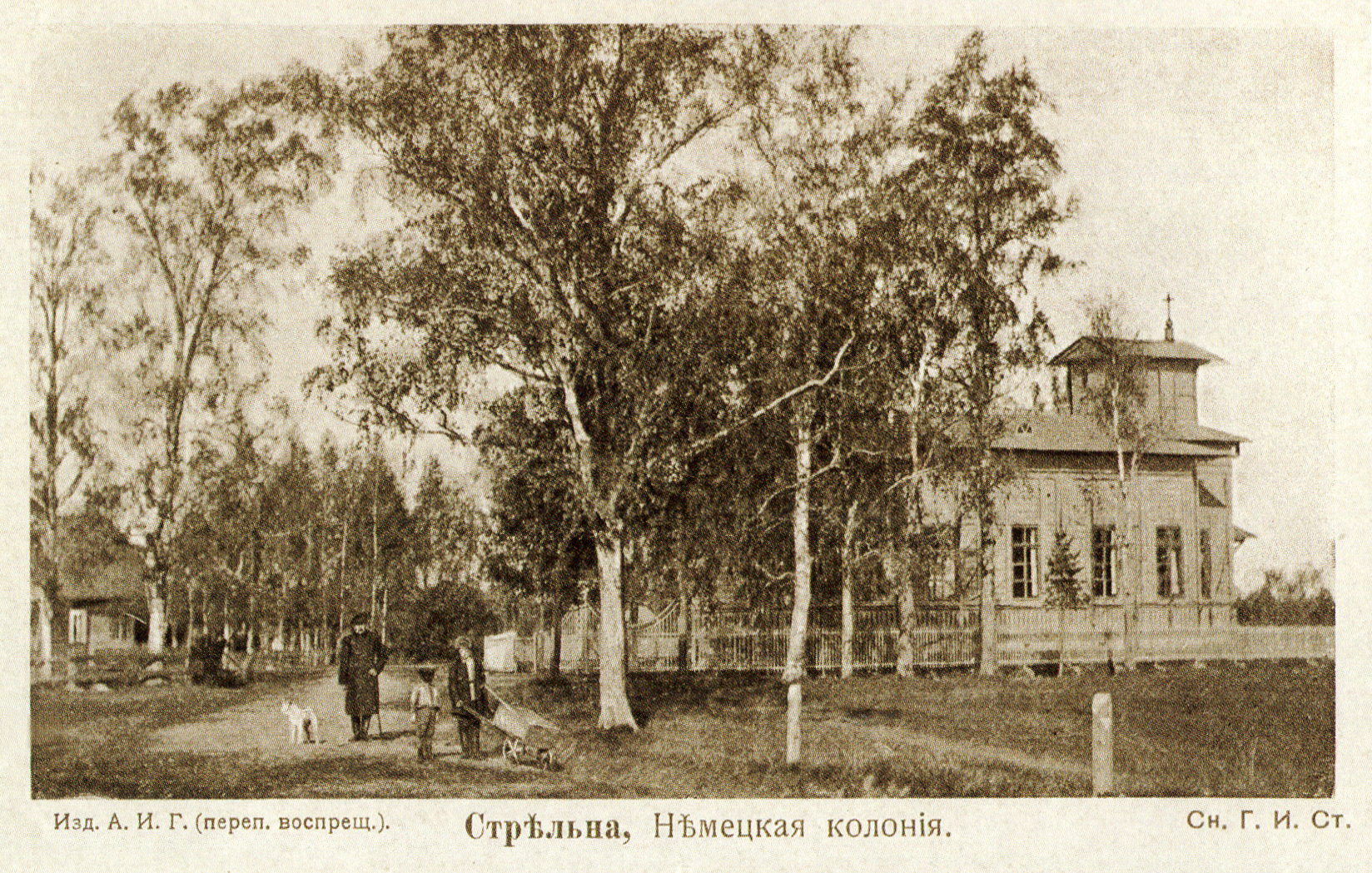
Стрельна. Немецкая колония
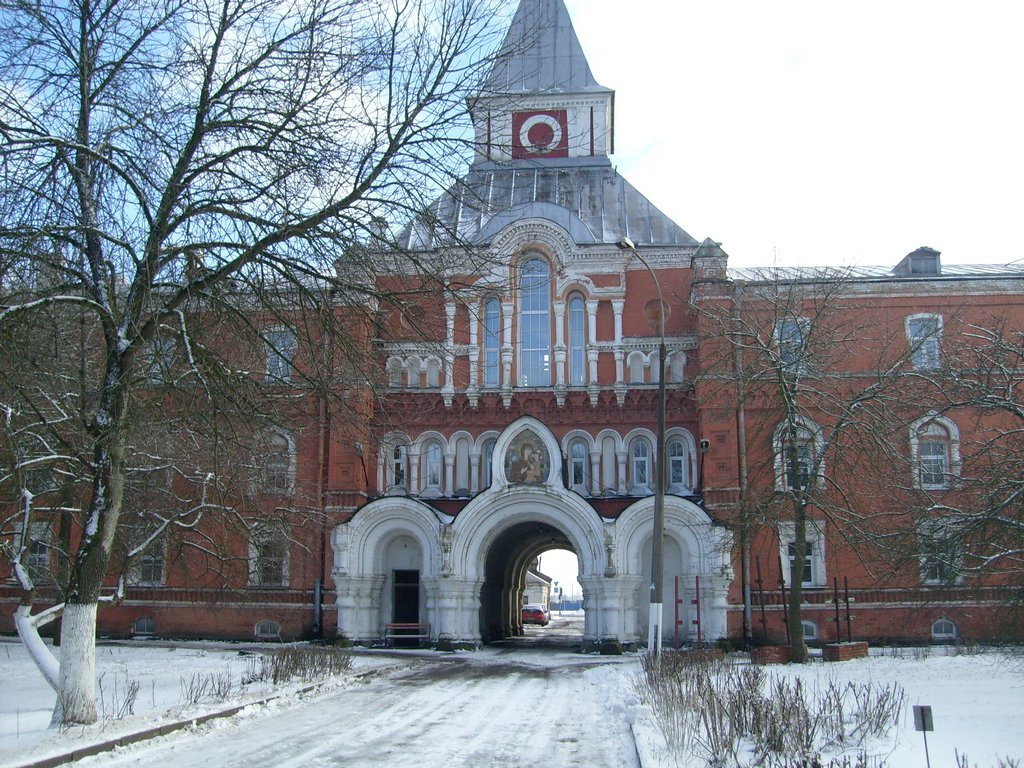
Сергиева Приморская пустынь в Стрельне

## Люди, связанные со Стрельной
Знаменитые уроженцы
- Андреев, Николай Семёнович (1915—1986) — участник Великой Отечественной войны, полный кавалер ордена Славы.
- Инге, Юрий Алексеевич (1905—1941) — советский поэт и военный корреспондент, погибший во время Таллинского перехода кораблей и судов КБФ.